# Andri Guðjohnsen
Andri Lucas Guðjohnsen (2002. január 19. –) angol születésű izlandi válogatott labdarúgó, a KAA Gent játékosa.

## Pályafutása

### Klubcsapatokban
2010 és 2013 között a Barcelona akadémiáján nevelkedett, majd a Gava és az Espanyol ifjúsági csapataiban is megfordult. A 2017–18-as szezonban 20 gólt szerzett. 2018 nyarán szerződtette őt és öccsét, Daníelt a Real Madrid. Az első madridi szezonjában 16 éves az U19-esek között Raúl mellett fejlődött. Az U17-es Juvenil C bajnokság gólkirálya lett. 2020 júliusában elülső keresztszalag szakadás szenvedett. 2021 júliusában Castilla keretébe került. Augusztus 29-én mutatkozott be a Castilla csapatában a Real Balompédica Linense ellen 2–1-re elvesztett bajnoki találkozón. Október 3-án megszerezte az Atlético Baleares ellen az első bajnoki gólját.
2022. július 22-én szerződtette a svéd Norrköping csapata. 2023. augusztus 18-án kölcsönbe került vételi opcióval a dán Lyngby csapatához. 2024. április 17-én élt a klub a vételi opcióval és három évre szerződtette. Június 7-én a belga KAA Gent szerződtette.

### A válogatottban
Többszörös korosztályos válogatott. 2019. március 23-án mesterhármast jegyzett a német U19-es válogatott ellen. A 2019-es U17-es labdarúgó-Európa-bajnokságon három mérkőzésen egyszer volt eredményes. 2021. augusztus 25-én meghívót kapott a felnőtt válogatottba. Szeptember 2-án mutatkozott be Románia ellen 2–0-ra elvesztett világbajnoki-selejtezőn a 79. percben Albert Guðmundsson cseréjeként. Három nappal később Észak-Macedónia ellen 82. percben állt be csereként, majd a 84. percben megszerezte első válogatott gólját. Október 10-én Liechtenstein ellen 4–0-ra megnyert mérkőzésen testvérével Sveinn Aron Guðjohnsen együtt volt pályán, majd tőle kapott passzból volt eredményes a 49. percben.

## Statisztika

### Klubcsapatokban
2022. május 27-én frissítve.
| Klub             | Szezon           | Bajnokság             | Bajnokság | Bajnokság | Kupa  | Kupa  | Nemzetközi | Nemzetközi | Egyéb | Egyéb | Összesen | Összesen |
| Klub             | Szezon           | Bajnokság             | Mérk.     | Gólok     | Mérk. | Gólok | Mérk.      | Gólok      | Mérk. | Gólok | Mérk.    | Gólok    |
| ---------------- | ---------------- | --------------------- | --------- | --------- | ----- | ----- | ---------- | ---------- | ----- | ----- | -------- | -------- |
| RM Castilla      | 2021–22          | Primera División RFEF | 21        | 4         | —     | —     | —          | —          | —     | —     | 21       | 4        |
| RM Castilla      | Összesen         | Összesen              | 21        | 4         | 0     | 0     | 0          | 0          | 0     | 0     | 21       | 4        |
| Norrköping       | 2022             | Allsvenskan           | 0         | 0         | 0     | 0     | —          | —          | —     | —     | 0        | 0        |
| Norrköping       | Összesen         | Összesen              | 0         | 0         | 0     | 0     | 0          | 0          | 0     | 0     | 0        | 0        |
| Karrier összesen | Karrier összesen | Karrier összesen      | 21        | 4         | 0     | 0     | 0          | 0          | 0     | 0     | 21       | 4        |

### A válogatottban
2022. június 13-án frissítve.
| Izland   | Izland | Izland |
| Év       | Meccs  | Gól    |
| -------- | ------ | ------ |
| 2021     | 6      | 2      |
| 2022     | 3      | 0      |
| Összesen | 9      | 2      |

### Válogatott góljai
| #  | Időpont             | Helyszín                            | Ellenfél        | Gólok | Eredmény | Kiírás                                     |
| -- | ------------------- | ----------------------------------- | --------------- | ----- | -------- | ------------------------------------------ |
| 1. | 2021. szeptember 5. | Laugardalsvöllur, Reykjavík, Izland | Észak-Macedónia | 2–2   | 2–2      | 2022-es labdarúgó-világbajnokság-selejtező |
| 2. | 2021. október 11.   | Laugardalsvöllur, Reykjavík, Izland | Liechtenstein   | 4–0   | 4–0      | 2022-es labdarúgó-világbajnokság-selejtező |

## Család
Nagyapja, Arnór Guðjohnsen 73-szoros válogatott. Apja, Eiður Guðjohnsen aki részt vett a 2016-os labdarúgó-Európa-bajnokságon. Testvére, Sveinn Aron Guðjohnsen az Elfsborg játékosa. Unokatestvére, Arnór Borg Gudjohnsen a Víkingur Reykjavík játékosa.